# Овсяное
Овсяное (до 1948 года Илола, Илокюля, фин. Ilola) — посёлок в Рощинском городском поселении Выборгского района Ленинградской области.

## Название
Топоним Илола в дословном переводе означает «Веселая», однако, название деревни происходит от фамилии Илонен.
Согласно постановлению исполкома Перк-Ярвского сельсовета от 18 января 1948 года деревне Илокюля было присвоено переводное название Весёлая. Спустя полгода оно было изменено на Овсяное.
Переименование было закреплено указом Президиума ВС РСФСР от 13 января 1949 года.

## История
Деревня упоминается в документах XVI века.

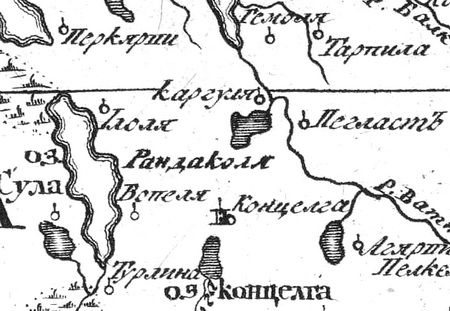
Деревня Илола (Илоля) на русской карте 1745 года

В довоенные годы в деревне находился самый крупный на Карельском перешейке зверопитомник по разведению лисиц.

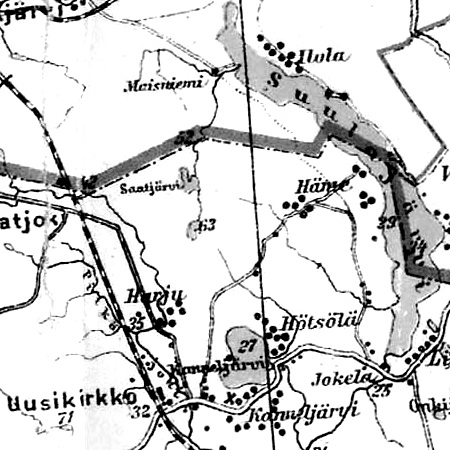
Деревня Илола на финской карте 1923 года

До 1939 года деревня Илола входила в состав волости Муолаа Выборгской губернии Финляндской республики.
Согласно административным данным 1966 года посёлок Овсяное находился в составе Победовского сельсовета
Согласно данным 1973 и 1990 годов посёлок Овсяное находился в составе Цвелодубовского сельсовета.
В 1997 году в посёлке Овсяное Цвелодубовской волости проживали 50 человек, в 2002 году — 55 человек (русские — 94 %).
В 2007 году в посёлке Овсяное Рощинского ГП проживали 38 человек, в 2010 году — 198 человек.

## География
Посёлок расположен в юго-восточной части района к востоку от автодороги А181 (часть E 18) «Скандинавия» (Санкт-Петербург — Выборг — граница с Финляндией). От автодороги его отделяет заказник «Илола»
Расстояние до административного центра поселения — 22 км.
Расстояние до ближайшей железнодорожной станции Каннельярви — 9 км. 
Посёлок находится на восточном берегу Нахимовского озера.

## Демография
| 2007 | 2010 | 2017 | 2021 |
| ---- | ---- | ---- | ---- |
| 38   | ↗198 | ↗230 | ↘196 |

## Улицы
Весёлый проезд, Карельская, Красивая, Лесная, Луговая, Нахимовская, Овсяный проезд, Овсяный переулок, Озерная, Пихтовая, Пляжная, Ручейный проезд, Светлая, Сосновая, Счастливый переулок, Талицкая, Тихий переулок, Цветочная, Центральная.